# Myoepitheelcel

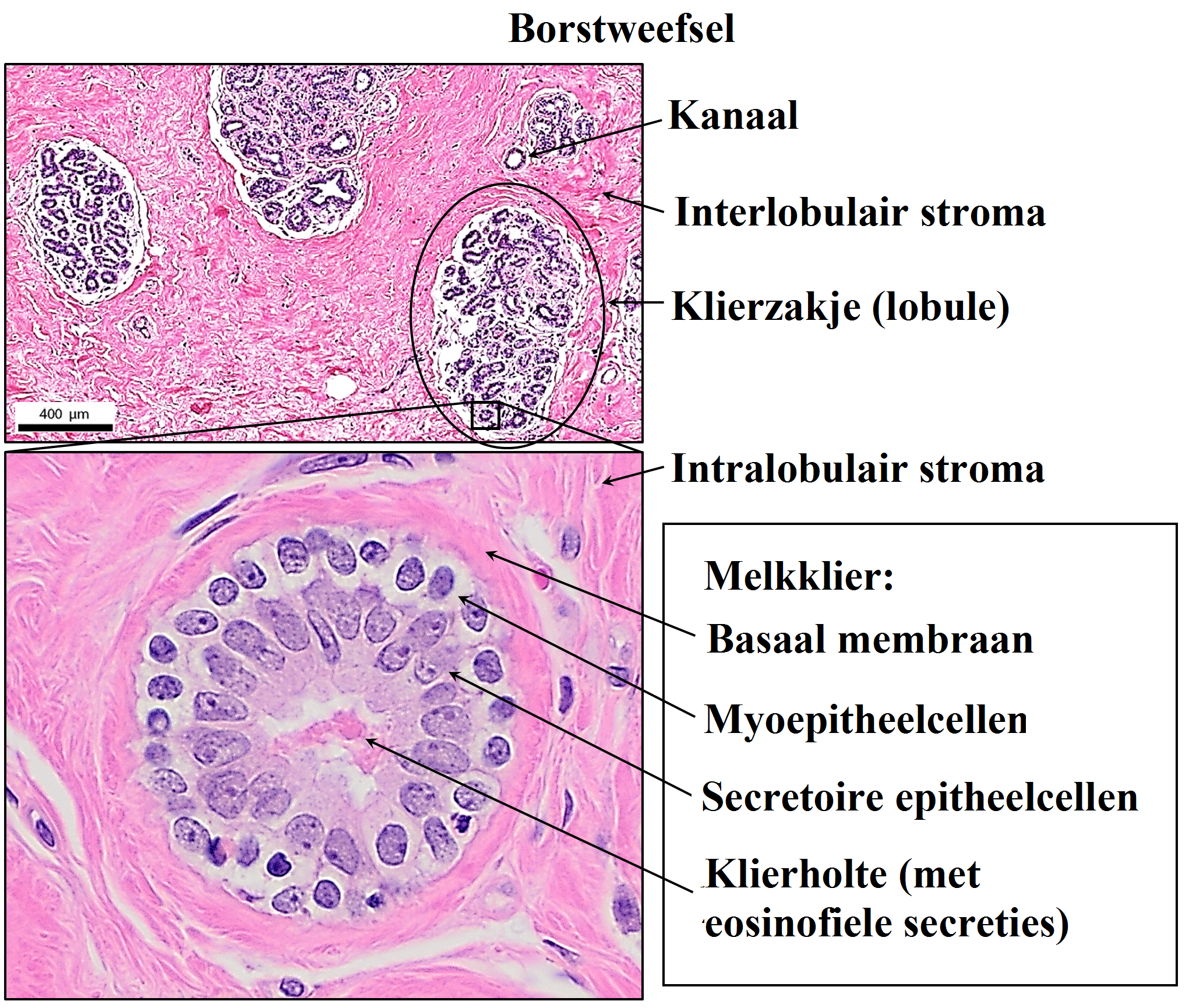
Borstweefsel

Myoepitheelcellen (soms aangeduid als myoepitheel) zijn cellen die gewoonlijk in het meerlagig kubisch epitheel worden aangetroffen. Ze bevinden zich tussen de secretoire epitheelcellen en de basaal membranen. Deze cellen kunnen positief zijn voor alfa-gladde spieractine en kunnen samentrekken en de secreties van exocriene klieren uitstoten. Ze ontlenen hun contractiele eigenschappen aan een cytoskelet met gap junctions die lijken op glad spierweefsel. Ze worden aangetroffen in de zweetklieren, melkklieren, traanklieren en speekselklieren. Myoepitheelcellen vormen in deze gevallen het meerlagig kubisch epitheel met de epitheliale voorloper. In het geval van wondgenezing prolifereren myoepitheelcellen reactief. De aanwezigheid van myoepitheelcellen in een hyperplastisch weefsel bewijst de goedaardigheid van de klier en, wanneer deze afwezig is, duidt dit op kanker. Alleen zeldzame kankers zoals adenoïdcystische carcinomen bevatten myoepitheelcellen als een van de kwaadaardige componenten.
Het kan worden aangetroffen in het endoderm of ectoderm.
Met name in de melkklier beschermt de myoepitheelcel extern de secretiecellen. Deze worden geactiveerd door oxytocine, een hormoon dat door de hypothalamus wordt geproduceerd en door de neurohypofyse wordt afgescheiden.
De myoepitheelcellen van de zweetklieren worden ook wel staafcellen genoemd. Ze liggen in de lengterichting, licht spiraalvormig gewonden, bij de uiteinden van de klieren. De myoepitheliale cellen van de speekselklieren en de melkklier zijn stervormig vertakt met 4-8 uitlopers en omsluiten de uiteinden van de klier als een mandje. Daarom worden ze ook wel mandcellen genoemd.
Myoepitheelcellen van de vasa afferentia (aanvoerende bloedvaten) van de lichaampjes van Malpighi produceren samen met de mesangiale cellen renine, dat intracellulair wordt opgeslagen als korrels en indien nodig wordt uitgescheiden. Myoepitheelcellen vormen dus ook een belangrijk onderdeel van het juxtaglomerulaire apparaat.
Myoepitheelcellen zijn echte epitheelcellen die positief zijn voor keratines, niet te verwarren met myofibroblasten, die echte mesenchymatische stamcellen zijn die positief zijn voor vimentine. Deze cellen zijn over het algemeen positief voor alfa-gladde spieractine (αSMA), cytokeratine 5/6 en andere cytokeratines met een hoog moleculair gewicht, p63 en caldesmon. Ze helpen bij het uitstoten van secreties uit de holte van secretoire eenheden en vergemakkelijken de beweging van speeksel in speekselkanalen.
|  |  |  |